# Recopa d'Europa de futbol 1963-64
La Recopa d'Europa de futbol 1963-64 fou la quarta edició de la Recopa d'Europa de futbol. La final fou guanyada per l'Sporting Clube de Portugal davant de l'MTK Budapest.

## Ronda preliminar
| Equip 1               | Global | Equip 2                    | Anada | Tornada |
| --------------------- | ------ | -------------------------- | ----- | ------- |
| Shelbourne FC         | 1-5    | FC Barcelona               | 0-2   | 1-3     |
| Hamburger SV          | 7-2    | US Luxemburg               | 4-0   | 3-2     |
| Olympique Lyonnais    | 6-2    | Boldklubben 1913           | 3-1   | 3-1     |
| Olympiacos            | 2-2¹   | Zagłębie Sosnowiec         | 2-1   | 0-1     |
| Tottenham Hotspur     | Bye    | -                          | -     | -       |
| Willem II Tilburg     | 2-7    | Manchester United          | 1-1   | 1-6     |
| Atalanta B.C.         | 3-3²   | Sporting Clube de Portugal | 2-0   | 1-3     |
| APOEL F.C.            | 7-0    | S.K. Gjøvik-Lyn            | 6-0   | 1-0     |
| FC Basel              | 1-10   | Celtic FC                  | 1-5   | 0-5     |
| Linzer ASK            | 1-13   | Dinamo de Zagreb           | 1-0   | 0-1     |
| Sliema Wanderers F.C. | 0-2    | Borough United             | 0-0   | 0-2     |
| Helsingin Palloseura  | 2-12   | ŠK Slovan Bratislava       | 1-4   | 1-8     |
| Motor Zwickau         | Bye    | -                          | -     | -       |
| MTK Budapest          | 2-1    | PFC Slavia Sofia           | 1-0   | 1-1     |
| Fenerbahçe SK         | 4-2    | Petrolul Ploieşti          | 4-1   | 0-1     |
| Linfield F.C.         | Bye    | -                          | -     | -       |

¹L'Olympiacos es classificà en el partit de desempat en vèncer per 2-0.

²L'Sporting es classificà en el partit de desempat en vèncer per 3-1 a la pròrroga.

3El Dinamo Zagreb es classificà en el partit de desempat pel llançament de moneda en empatar 1-1.

## Primera ronda
| Equip 1                    | Global | Equip 2              | Anada | Tornada |
| -------------------------- | ------ | -------------------- | ----- | ------- |
| FC Barcelona               | 4-4¹   | Hamburger SV         | 4-4   | 0-0     |
| Olympique Lyonnais         | 5-3    | Olympiacos           | 4-1   | 1-2     |
| Tottenham Hotspur          | 3-4    | Manchester United    | 2-0   | 1-4     |
| Sporting Clube de Portugal | 18-1   | APOEL F.C.           | 16-1  | 2-0     |
| Celtic FC                  | 4-2    | Dinamo de Zagreb     | 3-0   | 1-2     |
| Borough United             | 0-4    | ŠK Slovan Bratislava | 0-1   | 0-3     |
| Motor Zwickau              | 1-2    | MTK Budapest         | 1-0   | 0-2     |
| Fenerbahçe SK              | 4-3    | Linfield F.C.        | 4-1   | 0-2     |

¹L'Hamburg es classificà en el partit de desempat en vèncer per 3-2.

## Quarts de final
| Equip 1           | Global | Equip 2                    | Anada | Tornada |
| ----------------- | ------ | -------------------------- | ----- | ------- |
| Hamburger SV      | 1-3    | Olympique Lyonnais         | 1-1   | 0-2     |
| Manchester United | 4-6    | Sporting Clube de Portugal | 4-1   | 0-5     |
| Celtic FC         | 2-0    | ŠK Slovan Bratislava       | 1-0   | 1-0     |
| MTK Budapest      | 3-3¹   | Fenerbahçe SK              | 2-0   | 1-3     |

¹El MTK es classificà en el partit de desempat en vèncer per 1-0.

## Semifinals
| Equip 1            | Global | Equip 2                    | Anada | Tornada |
| ------------------ | ------ | -------------------------- | ----- | ------- |
| Olympique Lyonnais | 1-1¹   | Sporting Clube de Portugal | 0-0   | 1-1     |
| Celtic FC          | 3-4    | MTK Budapest               | 3-0   | 0-4     |

¹L'Sporting es classificà en el partit de desempat en vèncer per 1-0.

## Final
| Equip 1                    | Global | Equip 2      | Anada | Tornada |
| -------------------------- | ------ | ------------ | ----- | ------- |
| Sporting Clube de Portugal | 3-3 pr | MTK Budapest | -     | -       |

### Repetició
| Equip 1                    | Global | Equip 2      | Anada | Tornada |
| -------------------------- | ------ | ------------ | ----- | ------- |
| Sporting Clube de Portugal | 1-0    | MTK Budapest | -     | -       |

| Guanyador de la Recopa d'Europa 1963-64 |
| --------------------------------------- |
| Sporting Clube de Portugal Primer títol |